# Janusz Muniak

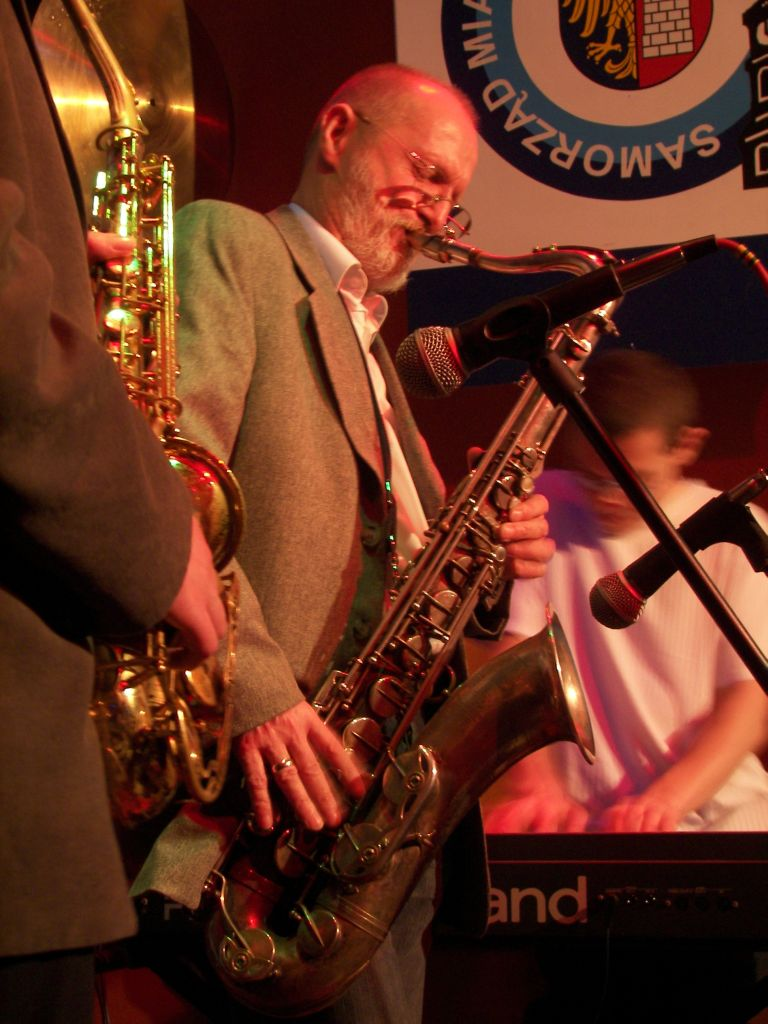
J. Muniak podczas koncertu z cyklu "Czwartek Jazzowy z Gwiazdą" w siedzibie Śląskiego Jazz Clubu. Gliwice, 15 marca 2007 roku.

Janusz Józef Muniak (ur. 3 czerwca 1941 w Krakowie, zm. 31 stycznia 2016 tamże) – polski muzyk jazzowy klasy światowej, saksofonista, flecista, aranżer i kompozytor. Jeden z pionierów free jazzu w Europie. Zwany jest „sercem polskiego jazzu” i „Ojcem Chrzestnym” kilku pokoleń polskich muzyków jazzowych.

## Życiorys

### Dzieciństwo i wczesna młodość
Jako dziesięciolatek uczył się w klasie skrzypiec Państwowej Szkoły Muzycznej I stopnia przy ul. Basztowej w Krakowie. Szybko zainteresował się graniem na klarnecie a następnie na saksofonie. W okresie nauki w Średniej Szkole Muzycznej, dzięki przychylności Alojzego Thomysa, starał się rozwijać swoje zainteresowanie muzyką taneczną, dixielandem, stylem chicagowskim, swingiem oraz saksofonistami: Colemanem Hawkinsem, Benem Websterem i Stanem Getzem.
Zaczął grać jazz jako 17-latek. Grywał w knajpach i zarabiał pieniądze by utrzymać rodzinę.

### Rozwój kariery
Zadebiutował w 1960 roku w zespole Witolda Miszczaka w Lublinie. W 1963 roku Tomasz Stańko zaprosił go do swojej krakowskiej grupy Jazz Darings – pierwszej formacji w Europie grającej free jazz, zainspirowanej koncepcjami kwartetu Ornette’a Colemana. W 1964 roku po raz pierwszy wystąpił na festiwalu Jazz Jamboree w Warszawie z zespołem Andrzeja Trzaskowskiego. W styczniu 1965 roku Trzaskowski zaangażował Muniaka do nagrania legendarnego „Synopsis” – utworu trzyczęściowego, którego warstwę melodyczną tworzą sekwencje dodekafoniczne z elementami: serializmu, polimetrii ze zmiennymi podziałami rytmicznymi, kontrolowanego aleatoryzm oraz rozwiązań sonorystycznych. Utwór zamieszczono na płycie The Andrzej Trzaskowski Quintet, wydanej jako vol. 4 serii Polish Jazz. W nagraniu wyróżniają się partie solowe saksofonisty.
Odtąd Muniak należał do stałego składu Kwintetu Trzaskowskiego, do którego dołączył na dwa lata amerykański trębacz Ted Curson – wcześniej członek formacji Charlesa Mingusa. Na przełomie 1965/66 roku nagrał z tym zespołem płytę Seant, firmowaną jako The Andrzej Trzaskowski Sextet (Polish Jazz vol. 11). Z Sekstetem Trzaskowskiego odbył trasę koncertową po Włoszech, Szwajcarii, Jugosławii, Belgii i Niemczech, zakończoną na festiwalu jazzowym w Norymberdze. W tym samym czasie rozpoczął współpracę z Krzysztofem Komedą, z którym koncertował i dokonał wielu nagrań, m.in. utworów: Cages, Wicklar Basked, Laterna Magica, zamieszczonych na płytach Zofia Komeda Presents Krzysztof Komeda – Moja Ballada i The Complete Recordings of Krzysztof Komeda. Z Komedą wystąpił latem 1965 roku na festiwalu w Bledzie w Jugosławii.
Niezależnie od współpracy z Trzaskowskim i Komedą, Muniak grał ze Stańką, którego zespół Jazz Darings – po dojściu Zbigniewa Seiferta w 1968 roku – zmienił nazwę na Tomasz Stańko Quintet. Z tym zespołem nagrał płyty w Polsce Music for K (1970) i Stańko (W Pałacu Prymasowskim) (1973) oraz w Niemczech Jazzmessage from Poland (1972) i Purple Sun (1973). W 1973 roku koncerty Muniaka z Kwintetem Stańki wywołały sensację na festiwalu w norweskim Pori i podczas trasy koncertowej w USA, m.in. w Nowym Jorku i na Newport Jazz Festival.
W drugiej połowie lat 60., po przeprowadzeniu się z Krakowa do Warszawy, dostał etat w Orkiestrze Polskiego Radia pod dyrekcją Edwarda Czernego i Bogusława Klimczuka. Brał udział w niezliczonych sesjach radiowych, nagrywał m.in. muzykę Jerzego „Dudusia” Matuszkiewicza do słynnych seriali telewizyjnych. Był też, jak się okazało, jednym z pierwszych jazzmanów, którzy podjęli współpracę z muzykami rockowymi, jeszcze przed Zbigniewem Namysłowskim i Włodzimierzem Nahornym. W 1967 roku grał w sekcji dęciaków na pierwszym albumie Czesława Niemena z Akwarelami „Dziwny jest ten świat”.
Udzielał się również w wielu innych formacjach muzycznych: występował w Orkiestrze Polskiego Radia i Telewizji Studio S1 pod dyrekcją Andrzeja Trzaskowskiego, grał w Big Bandzie Polskiego Radia i Studiem Jazzowym Polskiego Radia pod dyrekcją Jana Ptaszyna Wróblewskiego, był muzykiem sesyjnym, nagrywał muzykę rozrywkową; z jego umiejętności korzystali: Niebiesko-Czarni, Dżamble, Skaldowie, Quorum, Maryla Rodowicz, Stan Borys, Piotr Figiel, No To Co, duet Danuta Rinn i Bogdan Czyżewski.
Okresowo, przez część lat 70., grał muzykę taneczną na luksusowych statkach pasażerskich Norwegian Cruise Line – kilkakrotnie opłynął  Ziemię.
W latach 1972–1977 występował okazjonalnie z innymi luminarzami polskiego jazzu w Stowarzyszeniu Popierania Prawdziwej Twórczości „Chałturnik” – zespole parodiującym popularne przeboje. Największym jego hitem było "Kto tak pięknie gra?" – śpiewana przez Muniaka parafraza przedwojennego standardu Sweet Sue. Pod koniec 1974 roku ogromną popularność przyniosła mu śpiewana w duecie z Łucją Prus piosenka „Moja droga, ja Cię kocham”, będąca zabawną parodią hitu Bobby’ego Vintona pt. „My Melody of Love” (kilka miesięcy wcześniej  oryginalny utwór śpiewany przez Vintona zajął pierwsze miejsce na amerykańskiej liście przebojów Billboard Hot 100).

### Muniak jako lider i uznany artysta
Od 1976 roku Muniak grał z własnymi zespołami. Po ponownym sprowadzeniu się do Krakowa zadebiutował w roli lidera z autorskim Kwintetem, do którego pozyskał zdolnych muzyków młodego pokolenia: perkusistę Jerzego Bezuchę, gitarzystę Marka Blizińskiego, basistę Andrzeja Dechnika i pianistę Pawła Perlińskiego. W 1979 roku utworzył autorski kwartet z gitarzystą Jarosławem Śmietaną, a następnie powołał do życia grupę Janusz Muniak Quartet. W tym czasie został wybrany prezesem Oddziału Krakowskiego Polskiego Stowarzyszenia Jazzowego. Wbrew kryzysowi i trudnościom finansowym kontynuował kolejne edycje Zaduszek Jazzowych w Krakowie – najstarszego festiwalu jazzowego w Europie.
W 1978 roku, w dorocznej ankiecie wpływowego pisma Down Beat, amerykańscy krytycy muzyczni wymienili nazwisko Muniaka wśród nazwisk najlepszych saksofonistów tenorowych zasługujących na szerokie uznanie.
W 1980 roku koncert Kwartetu Janusza Muniaka z Donem Cherrym należał do największych sensacji Jazz Jamboree.
W 1985 roku zespół Muniaka wystąpił na Jazz Jamboree z legendarnym pianistą Hankiem Jonesem.
Muniak koncertował z własnymi zespołami w kraju i zagranicą. Wielokrotnie występował na festiwalach jazzowych: Zaduszki Jazzowe w Krakowie, Jazz Jamboree, Letni Festiwal Jazzowy w Piwnicy pod Baranami w Krakowie – Summer Jazz Festival Kraków, Festival International de Jazz de Montréal (Kanada), Leverkusener Jazztagen, Jazz Meeting Berlin, Berliner Jazz Tage, International New Jazz Meeting Burg Altena, Internationale Jazzwoche Burghausen, Palatia Jazz Festival (Niemcy), Gulf Jazz Nights (Zjednoczone Emiraty Arabskie), Montreux Jazz Festival (Szwajcaria), Pori Jazz Festival (Finlandia), Jazz en Nord, Jazzy Colours Festival (Francja), Umbria Jazz Festival (Włochy), London Jazz Festival (Anglia), Kongsberg Jazz Festival (Norwegia), Stockholm Jazz Festival (Szwecja), Copenhagen Jazz Festival (Dania), North Sea Jazz Festival (Holandia), Bratislava Jazz Days – Bratislavske Jazzove Dni (Słowacja).
Jego kilkudziesięcioletnia kariera obfitowała we współpracę m.in. z Tomaszem Stańką, Zbigniewem Seifertem, Krzysztofem Komedą, Adamem Makowiczem, Wojciechem Karolakiem, Janem Ptaszynem Wróblewskim, Zbigniewem Namysłowskim, Andrzejem Trzaskowskim, Krzysztofem Sadowskim, Andrzejem Dąbrowskim, Włodzimierzem Nahornym, Romanem Dylągiem, Janem Jarczykiem, Ryszardem Styłą, Jarosławem Śmietaną, Ewą Bem, Łucją Prus, Andrzejem Zauchą, Andrzejem Rosiewiczem, Michałem Urbaniakiem. Okazjonalnie koncertował i nagrywał z zespołami: Novi Singers, Dżamble, Skaldowie, Bemibek, Bemibem i Dżem.
Miał okazję grać z takimi muzykami jak: Ronnie Burrage, George Cables, James Cammack, Don Cherry, Ted Curson, Art Farmer, Eddie Gladden, Dexter Gordon, Eddie Henderson, Freddie Hubbard, Hank Jones, Rusty Jones, Nigel Kennedy, Branislav Lala Kovačev, Joe Lovano, Branford Marsalis, Wynton Marsalis, Hank Mobley, Bennie Maupin, Emil Mangelsdorff, Takeo Moriyama, Joe Newman, Sal Nistico, Jasper van ’t Hof, Aladár Pege, Rufus Reid, Akira Sakata, Archie Shepp, Charlie Ventura, Yōsuke Yamashita.
Od 1992 prowadził w Krakowie Jazz Club „U Muniaka” przy ul. Floriańskiej 3. Klub Muniaka zdobył popularność; na koncertach spotykano muzyków z całego świata, pracowników Konsulatu USA i goszczących w Krakowie przedstawicieli Departamentu Stanu USA, np. Condoleezzę Rice. W klubie odbyły się ważne wystawy malarstwa i rzeźby najbliższych przyjaciół Muniaka: Zbigniewa Rabsztyna (1992) i Wojciecha Firka (1993). Naukę u Muniaka – w jego krakowskim klubie i podczas Jazzowego Campingu na Kalatówkach – pobierali niemal wszyscy polscy muzycy grający dziś jazz głównego nurtu – od Leszka Możdżera i Pawła Kaczmarczyka po najmłodsze pokolenie.
Według czasopisma Jazz Forum – European Jazz Magazine, w plebiscycie Jazz Top 2011, Janusz Muniak został uznany za najlepszego saksofonistę w Polsce.

### Śmierć
W sylwestrową noc 2015 roku Muniak grał po raz ostatni w swoim krakowskim klubie. Na początku stycznia trafił z rozległym zawałem serca do szpitala w Krakowie, gdzie leczono go po wprowadzeniu w stan śpiączki farmakologicznej. Zmarł w niedzielę 31 stycznia 2016 roku o godz. 13:10. Pogrzeb, poprzedzony mszą świętą żałobną w kaplicy cmentarnej, odbył się w piątek 5 lutego 2016 roku o godzinie 13.40 na cmentarzu Rakowickim w Krakowie. Artysta spoczął tam w alei zasłużonych.

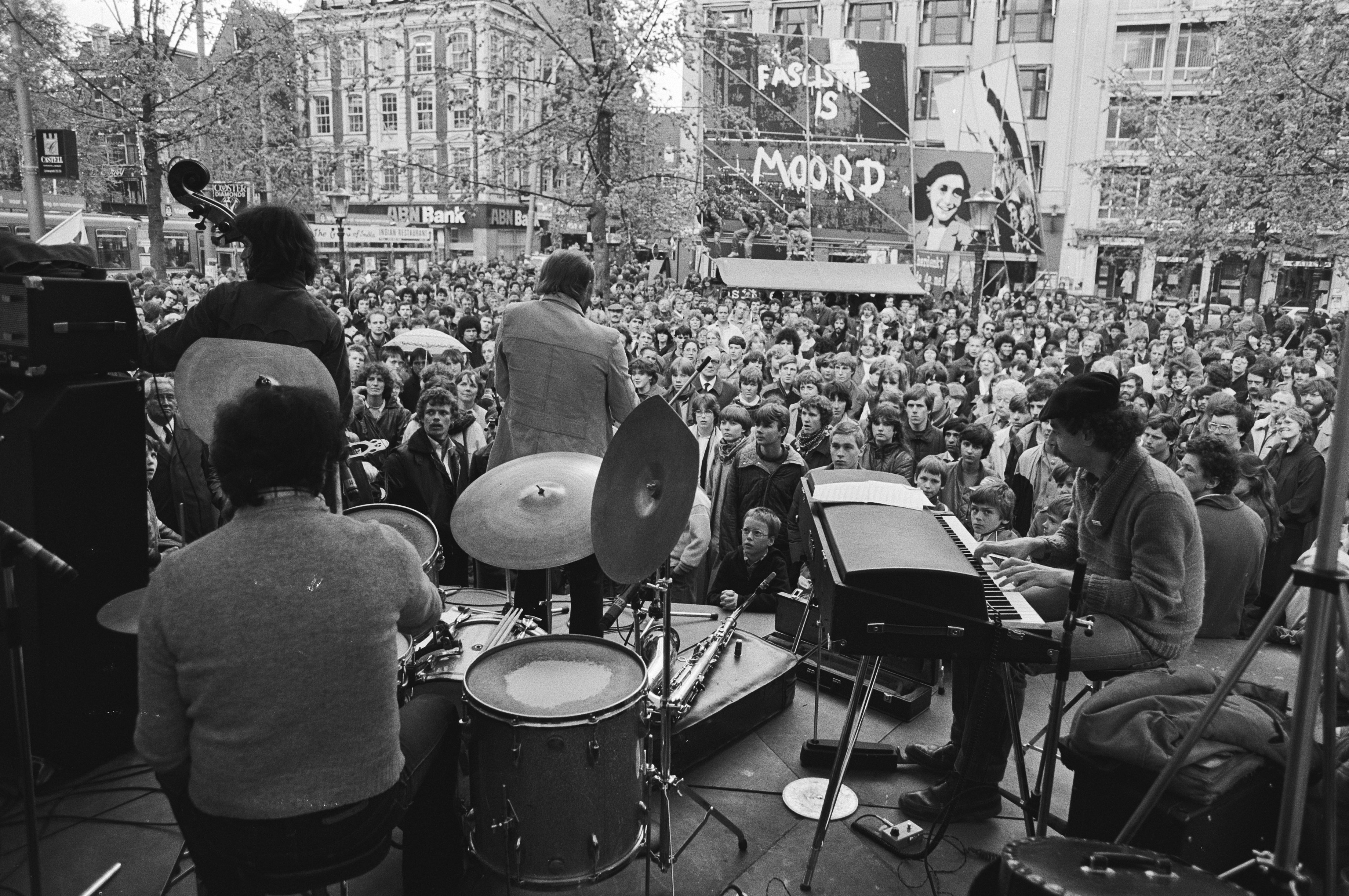
Janusz Muniak Quintet
(Amsterdam, 1981)

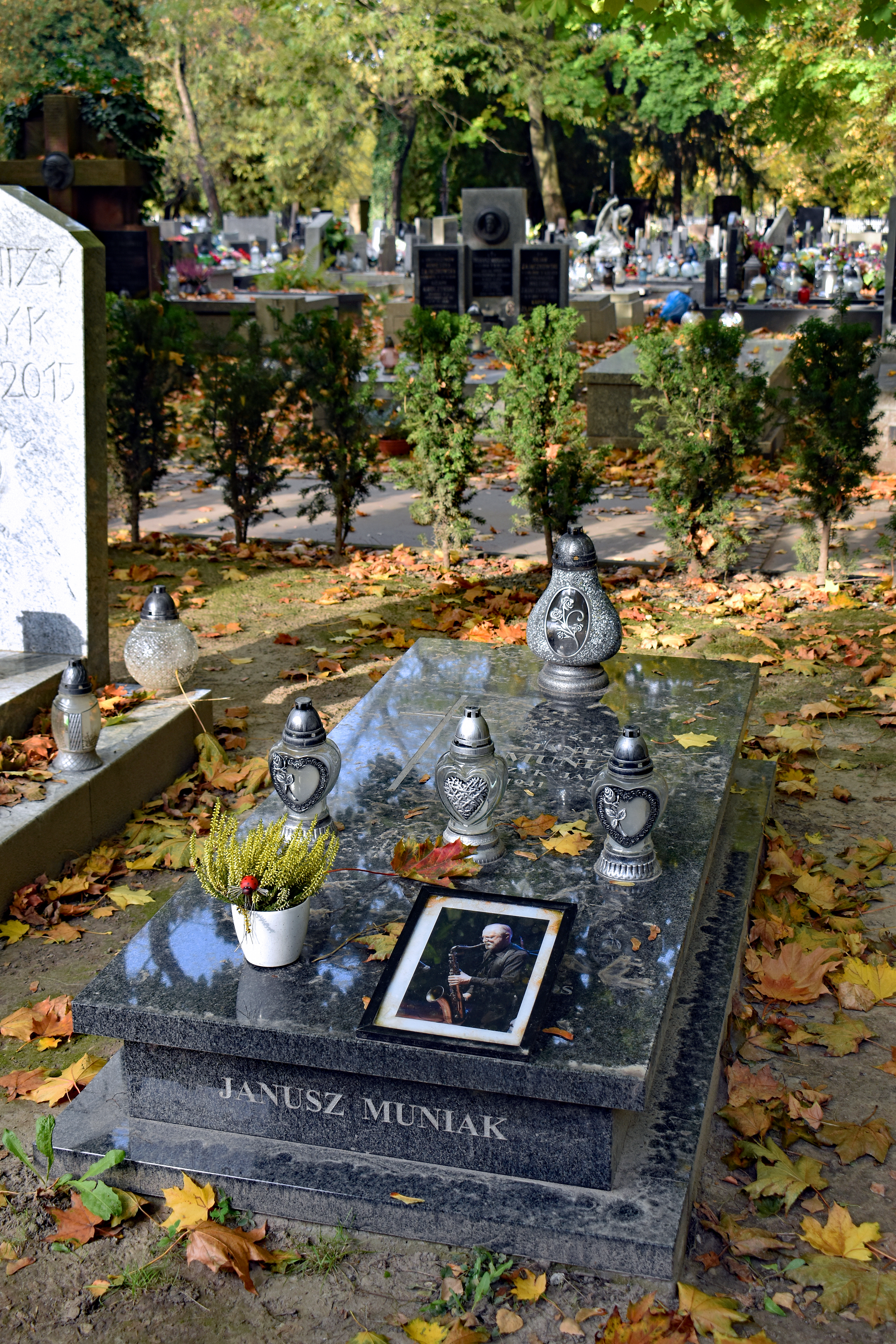
Grób Janusz Muniaka na cmentarzu Rakowickim

## Dyskografia

### Albumy autorskie
- 1978 Question Mark – Janusz Muniak Quintet – Polish Jazz vol. 54 (LP, Polskie Nagrania „Muza” – SX 1616)
- 1983 Placebo – Janusz Muniak (LP, Poljazz – PSJ-115)
- 1986 Janusz Muniak Quartet – Janusz Muniak Quartet (LP, PolJazz - PSJ-138)
- 1994 You Know These Songs? – Janusz Muniak (GOWI Records – CDG 14)
- 1995 Not So Fast – Janusz Muniak (GOWI Records – CDG 28)
- 1997 One And Four – Janusz Muniak (GOWI Records – CDG 45)
- 1999 Spotkanie – Janusz Muniak, Wojciech Karolak, Kazimierz Jonkisz (Cracovia Music - Productions - Records – CMPR 0002 CD)
- 2000 Just Friends – Janusz Muniak (Not Two Records – MW 714-2)
- 2002 Annie – Janusz Muniak Quartet (Not Two Records – MW 746-2)
- 2015 Contemplation – Janusz Muniak (Universal Music Polska Sp. z o.o., Inspirafon – INS03)

### Albumy z udziałem Muniaka
- 1965 Andrzej Trzaskowski Quintet, Andrzej Trzaskowski Quintet – Polish Jazz vol. 4 (Polskie Nagrania „Muza” XL 0258)
- 1966  Moja Ballada – Krzysztof Komeda – nagranie opublikowane w 1998 r. jako Krzysztof Komeda; seria: Zofia Komeda Presents – vol. 4 (Power Bros Records – PB 00161)
- 1967 Dziwny jest ten świat – Niemen (Polskie Nagrania Muza – XL 0411)
- 1967 Seant – The Andrzej Trzaskowski Sextet - Polish Jazz vol. 11 (PN Muza XL 0378)
- 1968 My Own Revolution – Novi Singers – Polish Radio Jazz Archives – 24 (Polskie Radio – PRCD 1670, 2016)
- 1969 Jazz Studio Orchestra of Polish Radio – Polish Jazz vol. 19 (PN Muza XL 0569)
- 1969 Spacer Brzegiem Morza – Zespół Instrumentalny Tadeusza Prejznera (Pronit – SXL 0749)
- 1970 Krzysztof Sadowski and His Hammond Organ – Krzysztof Sadowski – Polish Jazz vol. 21 (PN Muza XL 0606)
- 1970 Torpedo – Novi Singers (Polskie Nagrania Muza – SXL 0657)
- 1970 Krzyczę Przez Sen – Stan Borys (Polskie Nagrania Muza – XL/SXL 0681)
- 1970 Cztery Pory Roku – No To Co i Piotr Janczerski (Pronit – SXL 0668)
- 1970 Ty – Skaldowie (Polskie Nagrania Muza – XL 0634)
- 1970 / 1999 / 2004 Music for K – Tomasz Stańko Quintet - Polish Jazz vol. 22 (PN Muza XL 0607)
- 1971 Wołanie o słońce nad światem – Dżamble (Polskie Nagrania „Muza” SXL-0704; reedycja w latach 1987, 1993, 2002, 2013)
- 1971 Piotr – Piotr Figiel (Pronit – XL 0801)
- 1972 Jazzmessage from Poland – Tomasz Stańko Quintet (JG-Records – JG 030)
- 1972 Wyznanie – Maryla Rodowicz (Pronit – SXL 0806)
- 1972 Do Zakochania Jeden Krok – Andrzej Dąbrowski (Pronit – SXL 0768)
- 1972 Rock-Opera Naga – Niebiesko-Czarni (Polskie Nagrania Muza – XL 0881 – SXL 0882)
- 1973 Purple Sun – Tomasz Stańko Quintet (Calig – CAL 30 610)
- 1973 Rien Ne Va Plus – Novi Singers (Polskie Nagrania Muza – SXL 1009)
- 1973 Sprzedawcy  glonów –  Studio Jazzowe Polskiego Radia – Jan Ptaszyn Wróblewski (Polskie Nagrania Muza – SXL 1141)
- 1973 All Stars After Hours – Night Jam Session In Warsaw 1973 – Recorded live at the Congress Hall, Jazz Jamboree '73 – Warsaw, October 1973 – Polish Jazz – Vol. 37 (Polskie Nagrania Muza – SXL 1033)
- 1973 Wszystkim zakochanym – Skaldowie (Polskie Nagrania Muza – XL 0887)
- 1974 Andrzej Dąbrowski – Andrzej Dąbrowski (Pronit – SXL 1093)
- 1974 Rok – Maryla Rodowicz (Pronit – SXL 1099)
- 1974 Zdzisława Sośnicka – Zdzisława Sośnicka (Polskie Nagrania Muza – SXL 1073)
- 1974 Five, Four, Three – Novi Singers (Polskie Nagrania Muza – SX 1120)
- 1975 SPPT Chałturnik i Andrzej Rosiewicz – SPPT Chałturnik i Andrzej Rosiewicz (Poljazz – Z-SX 0599)
- 1975 Koncert Podwójny Na Pięciu Solistów i Orkiestrę – strona A: Jan Jarczyk - Studio Jazzowe PR I Soliści / strona B: Piosenki Rosyjskie W Wykonaniu Czesława Niemena – PSJ Club No. 6 (Poljazz – ZSX 0553)
- 1975 Easy! – Wojciech Karolak (Polskie Nagrania Muza – SX 1069)
- 1976 Kto Tak Pięknie Gra – SPPT Chałturnik (Polskie Nagrania Muza – SX 1406)
- 1977 Zbigniew Namysłowski – Zbigniew Namysłowski (Polskie Nagrania Muza – SX 1493)
- 1979 – Go Ahead – Extra Ball – Polish Jazz – Vol. 59 (Polskie Nagrania Muza – SX 1795)
- 1979 Sadowski – Swing Party – Krzysztof Sadowski (Polskie Nagrania Muza – SX 1796)
- 1982 Grand Standard Orchestra – Grand Standard Orchestra p/d Jana Ptaszyna Wróblewskiego (PolJazz – PSJ-98)
- 1983 Stańko (W Pałacu Prymasowskim) – Tomasz Stańko - Tomasz Stańko Quintet (PolJazz PSJ 97)
- 1984 Towarzystwo Nostalgiczne Swingulans – Towarzystwo Nostalgiczne Swingulans (Polskie Nagrania Muza – SX 2218)
- 1986 From One To Four – Jarosław Śmietana (Wydawnictwo Anex – AN 328, 2009)
- 1989 Wiesław Pieregorólka – Big Band (Polskie Nagrania Muza – SX 2564)
- 1995 A Time For Love – Andrzej Dąbrowski (Polonia Records CD 036)
- 2003 Follow the Soul – Piotr Lemańczyk (Allegro (4) – 006)
- 2004 A Story Of Polish Jazz – Jarosław Śmietana (JSR Records – CD JSR 004)
- 2005 Wonderland – Beata Przybytek (Not Two Records – MW 767-2)
- 2007 Droga do ciebie – Lora Szafran, Bogdan Hołownia (4everMUSIC – 025)
- 2007 Polish Standards – Śmietana, Karolak, Czerwiński (JSR Records – CD JSR 007)
- 2008 Andança – Grażyna Auguścik & Paulinho Garcia (GMA Records – 1724-9)

### Albumy-kompilacje
- 1964 Jazz Jamboree 1964, vol. 2 (Muza XL0240)
- 1971 Internationales New Jazz Meeting Auf Burg Altena – Various – 2. C1: Tomasz Stanko Quintet – No Name Piece (JG-Records – JG 027/028)
- 1974 / 1976 Muzyka Krzysztofa Komedy – Krzysztof Komeda (PSJ Klub Płytowy; Polskie Nagrania Muza – Z-SXL 0558, Polskie Nagrania Muza – Z-SXL 0559, Polskie Nagrania Muza – Z-SXL 0560, Polskie Nagrania Muza – Z-SXL 0561)
- 1980 Jazz Jamboree '80 – Don Cherry i Janusz Muniak Quartet (Polskie Nagrania Muza – SX 1983)
- 1984 Bratislava Jazz Days 1983 – V. V. System International (Opus – 9115 1536–37)
- 1989 Novi Singers – Polish Jazz Vol. 6 (Polskie Nagrania Muza – PNCD 029)
- 1989 Komeda – Muzyka Krzysztofa Komedy 4 (Poljazz – Z-SXL 0561)
- 1989 Tomasz Stańko – Polish Jazz Vol. 8 (Polskie Nagrania Muza – PNCD 031)
- 1999 Novi Singers – Vocal Jazz From Poland 1965-75 (Jazzanova Compost Records ( – JCR 006)
- 1999 Go Right – Jazz From Poland 1963-75 (Jazzanova Compost Records – JCR 008)
- 2000 The Best of Cracow Jazz – Various (Cracjazz)
- 2000 Krzyczę Przez Sen ...Plus... Szukam Przyjaciela – Stan Borys (Yesterday – 830988517-2, Polskie Nagrania Muza – 830988517-2)
- 2002 Jazz w Polsce - Antologia = Jazz In Poland Anthology – Various (Polskie Radio S.A. – PRCD 271-276)
- 2009 Polskie Zespoły Jazzowe – Nasze Najlepsze – Various (2 × CD, Rzeczpospolita – Tom 5/J, seria: Magiczny Świat Jazzu – Tom 5)
- 2010 We Love Polish Jazz Podcast Mixed by Bonny Larmes (Adept Studio – AS 010)
- 2014 Jazz In Polish Cinema – Various (Jazz On Film Records – JOF002)
- 2015 Kolekcja Muzeum Narodowego: Trasa M-Z – Various (Warner Music Poland – 4 60747 3, Warner Classics – 4 60747 3, Pomaton Classics – 4 60747 3)
- 2015 Polska Nostalgia 70+ – Various (Polskie Radio – PRCD 1921)
- 2016 Historia Zespołu Skaldowie – Skaldowie (Kameleon Records – KAMCD 14)
- 2016 Joachim Kühn Trio, Albert Mangelsdorff Quintet, Andrzej Trzaskowski Sextet – Jazz Jamboree '65 Volume 02 – Polish Radio Jazz Archives – 27 (Polskie Radio – PRCD 2059)

## Ordery i odznaczenia
- 1962: Złoty Helikon – nagroda przyznana przez Jazz Club Helikon w Krakowie.
- 1981: Nagroda Miasta Krakowa[8].
- 2005: Baranek jazzowy – nagroda Letniego Festiwalu Jazzowego w Piwnicy Pod Baranami (obecnie: Summer Jazz Festival Kraków).
- 2015: Złoty Fryderyk za całokształt osiągnięć artystycznych[9].
- 2016: W uznaniu zasług dla Krakowa i jego mieszkańców odznaczony pośmiertnie Odznaką „Honoris Gratia” przez prezydenta Krakowa Jacka Majchrowskiego[10].
- 2016: za wybitne zasługi w propagowaniu muzyki jazzowej w Polsce odznaczony pośmiertnie Krzyżem Kawalerskim Orderu Odrodzenia Polski przez prezydenta RP Andrzeja Dudę[11].